# Tapirira bethanniana
Espèce
Classification phylogénétique
Statut de conservation UICN

 VU D2 : Vulnérable
Tapirira bethanniana est une espèce de plantes à fleurs de la famille des Anacardiaceae. C'est un arbre endémique à la Guyane.

## Description
C'est un arbre.

## Répartition
L'espèce est endémique à la forêt primaire de Guyane en particulier Pointe de la Fumée.